# Donald Mayberry
Donald „Don“ Mayberry (* um 1951 in Columbia, Tennessee; † 12. April 2011 in Farmington Hills) war ein US-amerikanischer Jazz-Bassist und Musikproduzent.
Mayberry wuchs in Detroit auf, besuchte die Cass Tech High School und arbeitete als Jugendlicher mit der Jazz-Harfenistin Dorothy Ashby; nach seiner Graduierung ging er mit David Bowie auf Tour. Er studierte an der University of Michigan und der Eastern Michigan University. Während seines Militärdienstes trat er mit der U.S. Army Symphonic Band in Deutschland auf. Er spielte dann in J. C. Heards Bigband, die 1980 auch in Frankreich auftrat, und mit Clark Terry. Mayberry war ein langjähriges Mitglied der Detroiter Jazzszene; dort begleitete er u. a. Lena Horne, Joe Williams, Diane Schuur, Mel Tormé, Rosemary Clooney, Johnny Mathis, Ella Fitzgerald und Sarah Vaughan. Er arbeitete auch mit Tommy Flanagan, Stanley Turrentine, Art Blakey, Spencer Barefield und Dizzy Gillespie, außerdem als Sessionmusiker mit Blues-, Funk- und Smooth-Jazz-Musikern, wie Tessie Hill, Calvin Brooks und Solar Funk. Zuletzt spielte er in der Formation Motownbeat und trat im Duo mit Aretha Franklin (als Pianistin) im New Yorker Club Tavern on the Green auf. Er legte die Doppel-CD Kaleidoscope - Don Mayberry with Special Guests auf Alembic Art vor; mit Ange Smith nahm er 1995 das Spiritual-Album Let My People Go auf. 1999 produzierte er das George-Benson-Album Sax Master.